# Hans Stensonn
Hans Stensonn var en silversmed verksam i slutet av 1500-talet.
Det finns få uppgifter bevarade om Stensonns liv men man vet att han 1582 utförde en altartavla till Stockholms slott som enligt beskrivningen var målad enligt huilkenn tafflaa ähr målett om Christi pino och Christi himmelssfäärdh och äre samme afflor vti twå deler Tavlan var uppdelad i två delar där de båda scenerna omgavs av ett ornamenterat ramverk tillverkat i silver som till stor del var förgylld.  